# Прісноводний канал Ісмаїлія
30°06′18″ пн. ш. 31°14′30″ сх. д. / 30.105030555556° пн. ш. 31.241788888889° сх. д.
Прісноводний канал Ісмаїлія — сучасний канал Єгипту, прямуючий північніше Ваді Тумілат, прокладений від Порт-Саїду на півночі до Суецу на півдні. Будівництво було завершено у 1863, призначено для постачання питної води місцевим мешканцям.
У ході будівництва, були виявлені залишки стародавнього каналу, який прямував через давньоєгипетські міста Аварис, Бубаст і Пітом. Припускають що цей древній канал, був частиною древнього «Суецького каналу», який з'єднував Ніл і Червоне море , був описаний — Арістотелем, Страбоном і Плінієм Старшим.